# Cinema israeliano

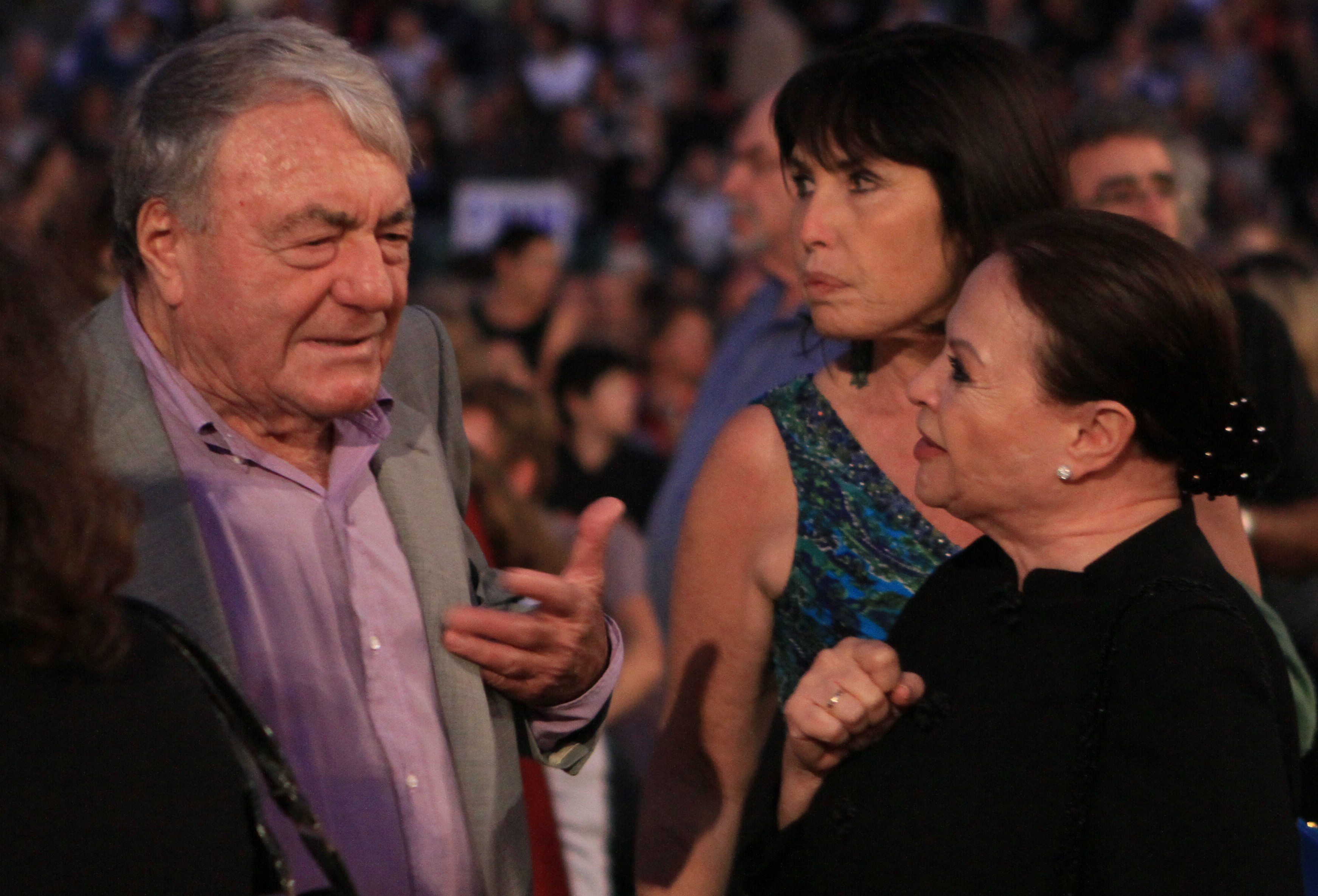
I registi Gila Almagor e Claude Lanzmann al Jerusalem Film Festival.

Il Cinema israeliano (in ebraico: קולנוע ישראלי, Kolnoa Yisraeli) si riferisce alla produzione cinematografica in Israele sin dalla sua fondazione nel 1948. La maggior parte dei film israeliani sono prodotti in ebraico, ma ci sono anche produzioni in altre lingue come l'arabo e l'inglese. Israele è stato candidato a più premi Oscar per il miglior film internazionale di qualsiasi altro paese del Medio Oriente.

## Storia

### Le origini
Sebbene la fondazione dello Stato di Israele risalga al 1948, è possibile rintracciarne le origini all'epoca del cinema muto. Nel 1920, Yaacov Ben Dov diresse il primo film di ispirazione sionista, Return to Zion; tuttavia, Il primo film girato interamente nella Palestina mandataria fu il documentario del 1911 di Murray Rosenberg, The First Film of Palestine. Il ballerino, poeta e pioniere del cinema israeliano Baruch Agadati (1895-1976) acquistò gli archivi cinematografici del direttore della fotografia Yaakov Ben Dov nel 1934, quando Ben Dov si ritirò dal cinema e insieme a suo fratello Yitzhak fondò l'AGA Newsreel. Diresse il primo film sionista intitolato This is the Land (1935). È stato il primo film in ebraico.

### Nuova Sensibilità (anni '60)
Questo movimento corrisponde a un cinema d'autore, ispirato alla Nouvelle Vague. I film non sono più didascalici. Danno un posto molto più grande all'individuo e sono caratterizzati da uno stile molto improvvisato. Questo film, che fu molto apprezzato dalla critica, non fu un grande successo commerciale. Tra questi film, Hor B'Levana di Uri Zohar (1965) si spinse alla parodia al cinema sionista del decennio precedente.

## Generi

### Documentari e film di propaganda
I documentari sionisti e/o i film di propaganda furono girati sia prima che dopo il 1948, spesso con lo scopo non solo di informare gli ebrei che vivevano altrove, ma anche con quello di attirare donazioni e di convincerli a immigrare. Tra i pionieri attivi sia come fotografi che come direttori della fotografia ci sono Ya'acov Ben-Dov (1882-1968) e Lazar Dünner (1912-1994). Dünner ha lavorato inizialmente come direttore della fotografia, per poi dedicarsi gradualmente ad altri lavori cinematografici. Nel 1937, Dünner girò il film di 15 minuti "A Day in Degania", a colori, che ci fornisce un documento sul primo kibbutz circa 27 anni dopo la sua fondazione, e con la minaccia nazista ancora "solo" come minaccia di fondo, non completamente menzionata per nome. Dopo gli anni della guerra, nel 1949, Dünner avrebbe iniziato a sfornare brevi documentari di questo tipo, narrati in inglese a beneficio del pubblico principalmente statunitense.

### Film Bourekas
I film Bourekas (סרטי בורקס) erano un genere cinematografico popolare negli anni 1960 e 1970. I temi centrali includono le tensioni etniche tra ashkenaziti e mizrahim o sefarditi e il conflitto tra ricchi e poveri. Il termine è stato presumibilmente coniato dal regista israeliano Boaz Davidson, il creatore di molti di questi film, come un gioco di parole simile a spaghetti western; infatti, deve il suo nome a un tipico piatto della cucina israeliana, il Bourekas.

## Festival cinematografici
- Jerusalem Film Festival[13]
- Haifa International Film Festival[14]
- TLVFest (LGBT)[15]

## Scuole di cinema
- Sam Spiegel Film and Television School[16]
- Ma'aleh School of Television, Film and the Arts[17]

## Filmografia parziale
- Sallah Shabati, regia di Ephraim Kishon (1964)
- Ervinka (ארבינקא), regia di Ephraim Kishon (1967)
- Te’alat Blaumilch, regia di Ephraim Kishon (1969)
- Basso, moro, scalcagnato e... con i piedi piatti (Ha-shoter azulai), regia di Ephraim Kishon (1970)
- I ragazzi non mi crederanno (The Boy Will Never Believe Me), regia di Uri Zohar (1973)
- L'uomo di Santa Cruz (Kid Vengeance), regia di Joe Manduke (1976)
- Pop Lemon (אסקימו לימון), regia di Boaz Davidson (1978)
- La vita davanti a sé (La vie devant soi), regia di Moshé Mizrahi (1977)
- Oltre le sbarre (Me'achorei hasoragim), regia di Uri Barbash (1984)
- Me'ever Layam, regia di Jacob Goldwasser (1991)
- Ha-Chayim Al-Pi Agfa, regia di Assi Dayan (1992)
- Lahav Hatzui, regia di Amos Kollek (1993)
- Hole Ahava B'Shikun Gimel, regia di Savi Gavison (1995)
- Clara Hakedosha (קלרה הקדושה), regia di Ari Folman e Ori Sivan (1996)
- Kirkas Palestina, regia di Eyal Halfon (1998)
- Asurot, regia di Anat Even e Ada Ushpiz (2001)
- Matrimonio tardivo (Hatuna Meuheret), regia di Dover Kosashvili (2001)
- Yossi & Jagger (יוסי וג'אגר), regia di Eytan Fox (2002)
- Camminando sull'acqua (Lalekhet Al HaMayim), regia di Eytan Fox (2004)
- ...More Than 1000 Words, regia di Solo Avital (2006)
- Qualcuno con cui correre (Mishehu Larutz Ito), regia di Oded Davidoff (2006)
- Il giardino di limoni - Lemon Tree (in arabo شجرة ليمون, in ebraico עץ לימון), regia di Eran Riklis (2008)
- Il responsabile delle risorse umane (שליחותו של הממונה על משאבי אנוש), regia di Eran Riklis (2010)
- Baba Joon, regia di Yuval Delshad (2015)
- JeruZalem (ג'רוזלם), regia di Doron and Yoav Paz (2015)
- Hatuna MeNiyar (חתונה מנייר), regia di Nitzan Giladi (2015)
- Sognare è vivere (Sipour al ahava va'khoshekh), regia di Natalie Portman (2015)
- Wounded Land (ארץ פצועה), regia di Erez Tadmor (2015)
- Un appuntamento per la sposa (Through the Wall), regia di Rama Burshtein (2016)
- Voci d'oro (Golden Voices), regia di Evgeny Ruman (2019)
- Synonymes, regia di Nadav Lapid (2019)
- Il mio vicino Adolf, regia di Leon Prudovsky (2022)

## Riconoscimenti internazionali
- Premio Oscar
  - 1978 - Miglior film internazionale per La vita davanti a sé[18]
  - 2011 - Miglior cortometraggio documentario per Strangers No More[19]
- Premio Emmy
  - 2018 - Miglior serie tv commedia per Nevsu[20]
- Festival internazionale del cinema di Berlino
  - 2019 - Orso d'oro per Synonymes[21]
- Golden Globe
  - 2009 - Miglior film straniero per Valzer con Bashir[22]